# 93 미네르바
93 미네르바(93 Minerva)는 소행성대에 위치한 C형 소행성이다. 1867년 8월 24일, 제임스 크레이그 와트슨에 의해 발견되었으며, 로마 신화의 지혜의 여신인 미네르바의 이름을 따랐다.